# Nico Maier
Nico Maier (* 2. Juli 2000 in Bern) ist ein Schweizer Fussballspieler.

## Karriere

### Verein
Maier begann seine Laufbahn beim BSC Young Boys, bei dem er 2018 in das Kader der zweiten Mannschaft befördert wurde. Am 22. September desselben Jahres (8. Spieltag) gab er sein Debüt in der viertklassigen 1. Liga, als er beim 2:4 gegen die zweite Mannschaft des FC Lausanne-Sport in der 68. Minute für Felix Mambimbi eingewechselt wurde. Bis Saisonende kam er zu zwölf Einsätzen für die Reserve der Berner, wobei er zwei Tore erzielte.
2019/20 absolvierte er 14 Partien in der vierthöchsten Schweizer Liga, in denen er vier Tore schoss. 2020/21 traf er in sieben Spielen siebenmal. Am 22. April 2021 (30. Spieltag) debütierte er zudem für die erste Mannschaft in der Super League, der höchsten Schweizer Spielklasse, als er beim 2:1 gegen den FC Zürich in der 75. Minute für Christian Fassnacht in die Partie kam. Bis Saisonende spielte er insgesamt zweimal für die Profis in der Super League. YB wurde schlussendlich zum vierten Mal in Folge Schweizer Meister, die zweite Mannschaft stieg in die drittklassige Promotion League auf. Zur Saison 2022/23 wechselte Maier zum FC Wil. Im Juni 2023 wurde bekannt gegeben, dass er definitiv vom FC Wil übernommen wurde. Er erhielt einen Vertrag bis Juni 2025 mit Option auf Verlängerung. Am Ende der Saison 2024/25 war er mit elf Toren (sowie vier Vorlagen), der beste Torschütze der Wiler.
Zur Saison 2025/26 wechselte Maier zum österreichischen Bundesligisten FC Blau-Weiß Linz, bei dem er einen bis 2028 laufenden Vertrag erhielt.

### Nationalmannschaft
Maier kam im November 2014 einmal für die Schweizer U-15-Nationalmannschaft zum Einsatz und erzielte dabei ein Tor.

## Erfolge
BSC Young Boys
- Schweizer Meister 2021